# Mikote
Mikote – wieś w Słowenii, w gminie Krško. W 2018 roku liczyła 58 mieszkańców.